# Metropolia Johannesburga
Metropolia Johannesburga – metropolia Kościoła rzymskokatolickiego obejmująca jedną archidiecezję i dwie diecezje w Republice Południowej Afryki oraz jedną diecezję w Eswatini. Powstała 5 czerwca 2007. Od 2025 godność metropolity sprawuje kard. Stephen Brislin. 

## Diecezje

### Republika Południowej Afryki
- Archidiecezja Johannesburga
- Diecezja Klerksdorp
- Diecezja Witbank

### Eswatini
- Diecezja Manzini